# شاهدخت جونشی
شاهدخت جونشی (به ژاپنی: 珣子内親王)؛ ۱۳۱۱ – ۱۱ ژوئن ۱۳۳۷) مادر شاهدخت ساچیکو،  یکی از  امپراتریس‌های ژاپن همسر امپراتور گودایگو اهل ژاپن بود.